# Oulipo
Oulipo staat voor Ouvroir de littérature potentielle ("Werkplaats voor potentiële literatuur"). Het is een los verband van Franstalige schrijvers en wiskundigen, en heeft als doel literaire werken te maken die aan bepaalde voorwaarden of beperkingen onderhevig zijn: littérature sous contraintes. Het kan daarbij gaan om beperkingen inzake het gebruik van letters, woorden, klanken, stijlen, enz. Deze beperkingen zijn niet alleen bedoeld als woord- en taalspelletjes, maar ook om de inspiratie en het vakmanschap van de auteurs aan te scherpen.
Oulipo werd in 1960 opgericht door Raymond Queneau en François Le Lionnais, samen met een twaalftal geestverwanten. Enkele andere bekende Oulipianen zijn de schrijvers Georges Perec en Italo Calvino. Tegenwoordig heeft Oulipo ook een officiële website.
Enkele voorbeelden van oulipiaanse beperkingen:
monovocalismeSchrijf een tekst waarin slechts één klinker is toegelaten; dit is dus een lipogram waarin alle klinkers zijn verboden behalve die ene. Een variant is het "monophonisme", een tekst waarin slechts één klank is toegelaten, bv. de "au" (ook geschreven als "ou").
littérature définitionnelleWerd in 1966 door Raymond Queneau, Marcel Bénabou en Georges Perec ontworpen: vervang in een zin elk betekeniswoord (substantief, adjectief, werkwoord, bijwoord) door een van de definities ervan uit een bepaald woordenboek. Herhaal dit op de aldus verkregen zin, enz. De zin "de kat krabt de krollen van de trap" zou aldus met behulp van de Dikke Van Dale in eerste instantie omgezet kunnen worden in:
"de hijscabine van een brugkraan scharrelt de kraagstenen die in consolevorm zijn afgewerkt van de vaste constructie van opeenvolgende treden, waardoor men lopende naar een hoger of lager gelegen plaats, vooral in een gebouw of schip, van verdieping naar verdieping kan komen"
(of hoe het gebruik van een werk dat bedoeld is om de betekenis van woorden te verduidelijken, kan resulteren in precies het tegenovergestelde).
homosyntaxismeSchrijf een nieuwe tekst met precies dezelfde syntaxis als een bestaande tekst, maar waarin de woorden naar eigen keuze door andere woorden zijn vervangen.
Schrijf ...Schrijf een tekst of gedicht waarin alle woorden even lang zijn, of uit evenveel lettergrepen bestaan.
Schrijf een tekst waarin elk woord één letter langer is dan het vorige ("sneeuwbal").
Schrijf een gedicht waarin elke regel één letter korter (of langer) is dan de volgende, enzovoort.
Schrijf een gedicht waarbij je de Fibonacci-reeks (0, 1, 1, 2, 3, 5, 8, 13, 21...) navolgt, i.e. een reeks getallen waarbij elk element de som is van de twee elementen die eraan voorafgaan (zie ook: hypertropen). Bijvoorbeeld:

Tijd
Tik,
Tak,
Tijd vergaat,
Staat nooit stil
De seconden rennen snel voorbij
Kijk af en toe eens om je heen

## Voorbeelden
Enkele bekende voorbeelden van "oulipiaanse" literatuur:
- Exercices de style van Raymond Queneau, waarin hij een korte anekdote (eigenlijk een banale, alledaagse gebeurtenis) in 99 verschillende stijlen vertelt. Rudy Kousbroek heeft hiervan een Nederlandse vertaling gemaakt, "Stijloefeningen".
- La Disparition van Georges Perec, een complete roman waarin de letter e ontbreekt en van dezelfde schrijver Les Revenentes waarin slechts één klinker voorkomt, de e.
- Cent mille milliards de poèmes van Queneau ("Honderdduizend miljard gedichten"), een boekje met tien sonnetten, elk op een apart blad. Elk blad is in veertien horizontale reepjes versneden, met daarop telkens één sonnetregel. Zo kan de lezer alle regels naar eigen goeddunken combineren tot steeds andere sonnetten. De schrijver schat dat het ongeveer dan 200 miljoen jaar zou duren om alle (1014 = honderdduizend miljard) mogelijke combinaties van deze "potentiële literatuur" te lezen. Overigens valt niet uit te sluiten dat Queneau de bundel als een goede grap zag.[3]
- L'Anomalie (2020) van Hervé Le Tellier, een nabije-toekomstroman waarin elk personage in een eigen stijl wordt beschreven.

Het Nederlandse equivalent van oulipiaanse literatuur werd door Battus "Opperlandse letterkunde" genoemd; zie Opperlandse taal- & letterkunde.